# Neues deutsches Turnen
Neues deutsches Turnen war eine führende Turnzeitschrift der DDR.
Sie war das Organ des Deutschen Turnverbandes im Deutschen Turn- und Sportbund der DDR.
Sie erschien von 1966 bis 1974. Sie erschien vorher unter dem Namen Turn-Nachrichten und wurde anschließend durch die Zeitschrift Turnen fortgeführt.